# Міква

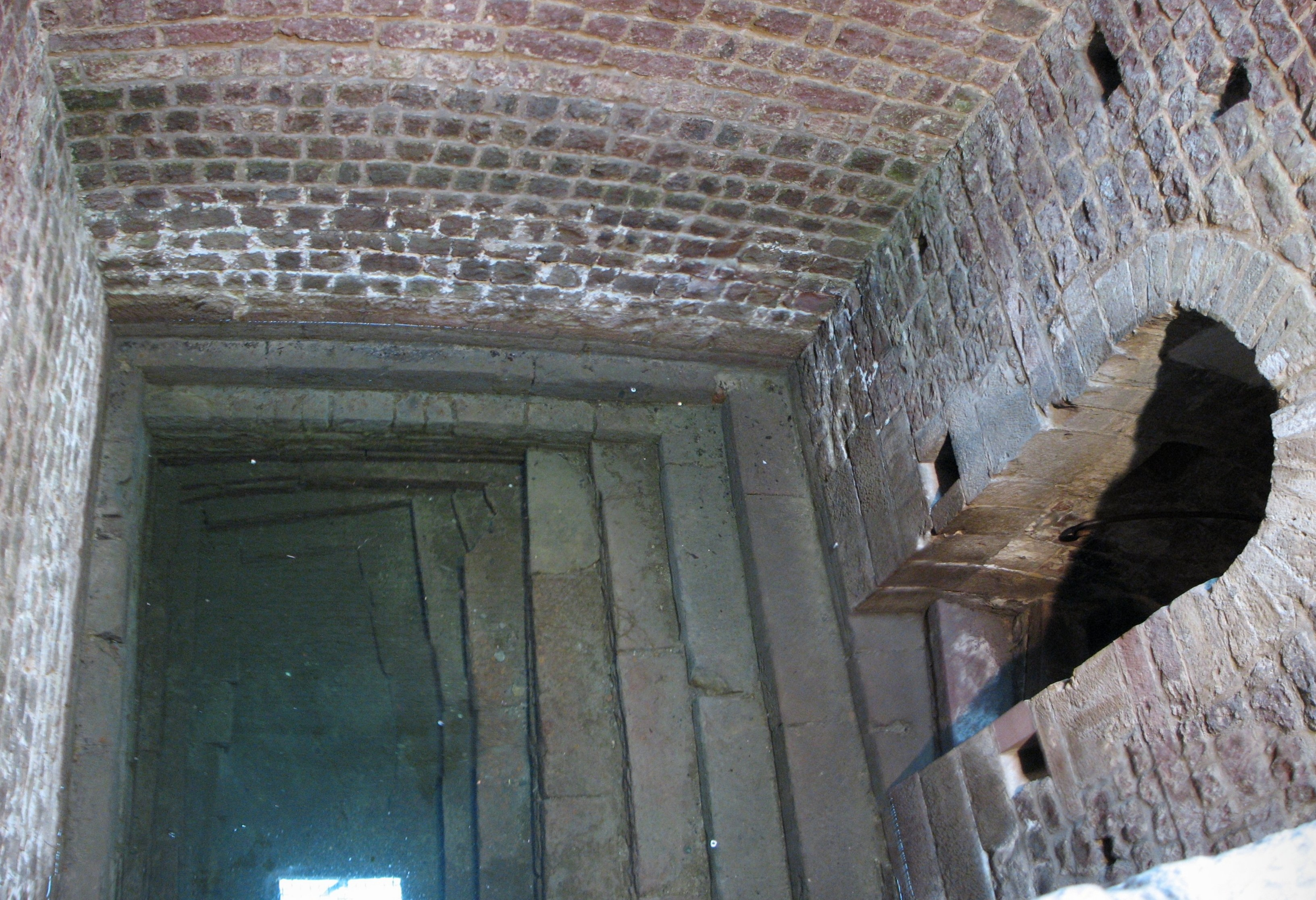
Старовинна міква в Шпаєрі, що датується 1128 роком

Міква або Мікве (івр. מִקְוֶה, в сефардській вимові мікве, букв. скупчення [води]) — в юдаїзмі водний резервуар для обмивання (твіла) з метою очищення від ритуальної нечистоти.
Міква є резервуаром з мінімальною кількістю води в 40 сєа (згідно з різними підрахунками — від 250 до 1 тис. літрів).

## Назва
Слово «міква» вперше згадується в Книзі Буття: (§ 2. зібрання води (міква) назвав Він морями, Бут. 1:10) (івр. ולמקוה המים קרא ימים). Слово міква буквально означає «зібрання, скупчення» води.

## Обов'язок занурення в мікву
В Торі згадуються такі ситуації, коли настає осквернення (івр. טומאה, тум'а): дотик до мертвого, дотик до того, хто торкався до мерця, перебування під одним дахом з мерцем, дотик до мертвих тварин, сім'явиверження, виділення менструальної крові у жінок, зараженість проказою або гонореєю.

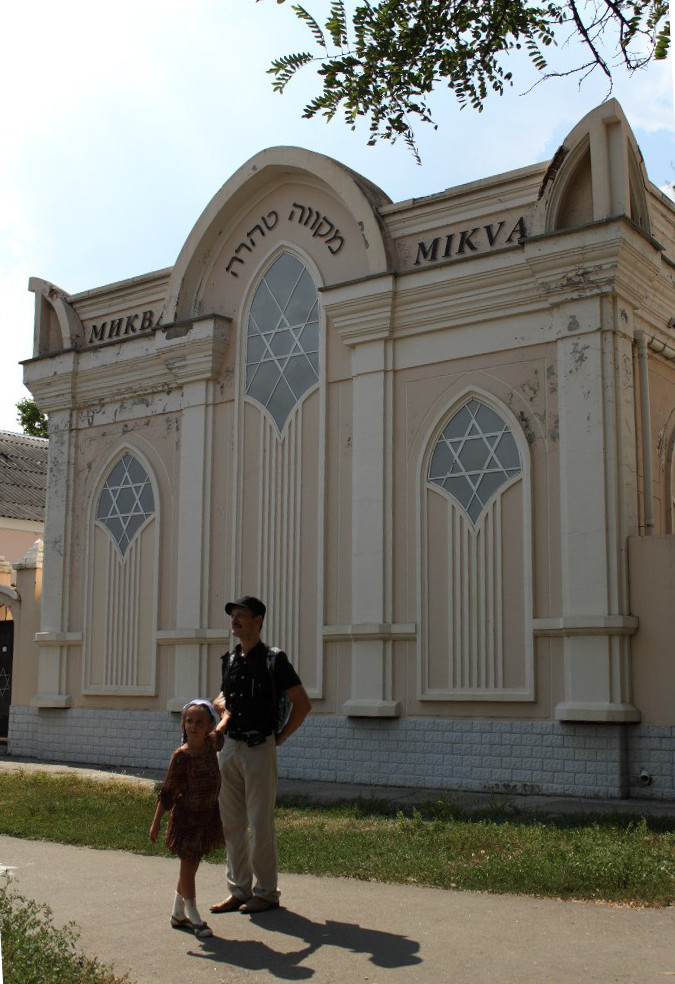
Міква Миколаївської синагоги

Людина, яка стала нечистою (івр. טמא, таме), не може входити до Храму. Когени (священники) не повинні були також, бувши нечистими, їсти їжу, яку вони отримували від вірян завдяки своїй посаді.
Способи очищення від кожного виду ритуальної нечистоти відрізняються, проте у всіх випадках без занурення в мікву очищення не настає. Мудреці розробили регламент такого занурення, зокрема, встановили розміри застосовуваного басейну, виробили вимоги до джерела, звідки в басейн надходить вода й зафіксували назви.

### Сьогодення
Сьогодні законів ритуальної чистоти дотримуються не так суворо, як раніше. Єдиний випадок, коли цих законів дотримуються достатньо суворо, — це заборона жінці вступати в статевий зв'язок із чоловіком до завершення менструальної кровотечі та подальшого обмивання в мікві.
Вважається непристойною зустріч у мікві матері з дочкою.
Серед чоловіків прийнято занурюватися в мікві після сім'явиверження, а також перед святами, особливо перед Йом-Кіпур. Багато ортодоксальних євреїв занурюються в мікву перед Шабатом, а деякі хасиди — щоранку перед молитвою.
Обов'язкове занурення в мікву під час ґіюру.
У мікву також занурюють посуд, що належав неєвреям, зокрема новий посуд, не вироблений на єврейській фабриці, перед його використанням.

### У США
«Майже повне зникнення мікви в Сполучених Штатах та почате нещодавно поступове повернення до неї — це історія американського юдаїзму в мініатюрі. Коли на межі 19-го і 20-го століть почалося масове переселення європейських євреїв до Америки, вони не знайшли тут ритуальних басейнів; тоді найбільш благочестиві євреї, насилу зібравши якісь жалюгідні копійки, почали будувати собі мікви, які були, само собою, дуже непоказними. Але разом з тим в будь-якому кварталі, який був хоча б трохи облаштованішим від нетрів, у будинках була каналізація та стояли ванни — річ, тоді ще майже невідома біднякам у Європі, та й взагалі в будь-якому іншому місці в будь-яку іншу епоху, крім хіба що стародавнього Риму. Безглуздо було тягтися кудись і занурюватися в тісну та занедбану мікву заради дотримання обряду очищення, коли вдома було вдосталь води і своя власна, блискуча від білого кахлю ванна.»— Вук Герман. Це Бог мій